# Nikoła Michow
Nikoła Michajłow Michow (bułg. Никола Михайлов Михов, ur. 11 grudnia 1891 w Wielkim Tyrnowie, zm. 1 lutego 1945 w Sofii) – bułgarski wojskowy, generał porucznik, w latach 1943–1944 minister wojny, ofiara represji komunistycznych.

## Życiorys
Syn Michaiła Michowa i Paraskewy. W 1911 ukończył szkołę wojskową w Sofii, jako oficer artylerii. Brał udział w wojnach bałkańskich jako dowódca baterii w 5 pułku artylerii, walcząc w rejonie Edirne. W czasie I wojny światowej pełnił funkcję inspektora artylerii, a następnie dowódcy baterii w 15 pułku artylerii. Brał udział w bitwie pod Turtucaią. Od 1917 dowodził 1 dywizjonem artylerii konnej.
W latach 20. służył jako instruktor artylerii w szkole wojskowej, a następnie oficer 4 pułku artylerii i oficer wydziału artylerii w ministerstwie wojny. W latach 30. pełnił funkcję oficera inspekcyjnego w oddziałach artylerii. W latach 1933–1935 dowodził dywizjonem artylerii i redagował pismo Przegląd Artyleryjski (Артилерийски преглед). W 1936 objął dowództwo 3 dywizji piechoty. W latach 1937–1941 komendant szkoły wojskowej w Sofii. W kwietniu 1941 objął komendę 5 armii, uczestnicząc w zajęciu Macedonii przez armię bułgarską i organizując tam okupacyjne struktury władzy. W 1942 objął stanowisko ministra wojny w gabinecie Bogdana Fiłowa. We wrześniu 1943, po śmierci cara Borysa III wszedł wraz z Bogdanem Fiłowem i ks. Cyrylem w skład Rady Regencyjnej. Po wkroczeniu Armii Czerwonej do Bułgarii zdymisjonowany i aresztowany. W październiku 1944 wywieziony do Moskwy, gdzie był przesłuchiwany. 1 lutego 1945 skazany na karę śmierci przez Trybunał Ludowy. W tym samym dniu rozstrzelany na centralnym cmentarzu w Sofii.

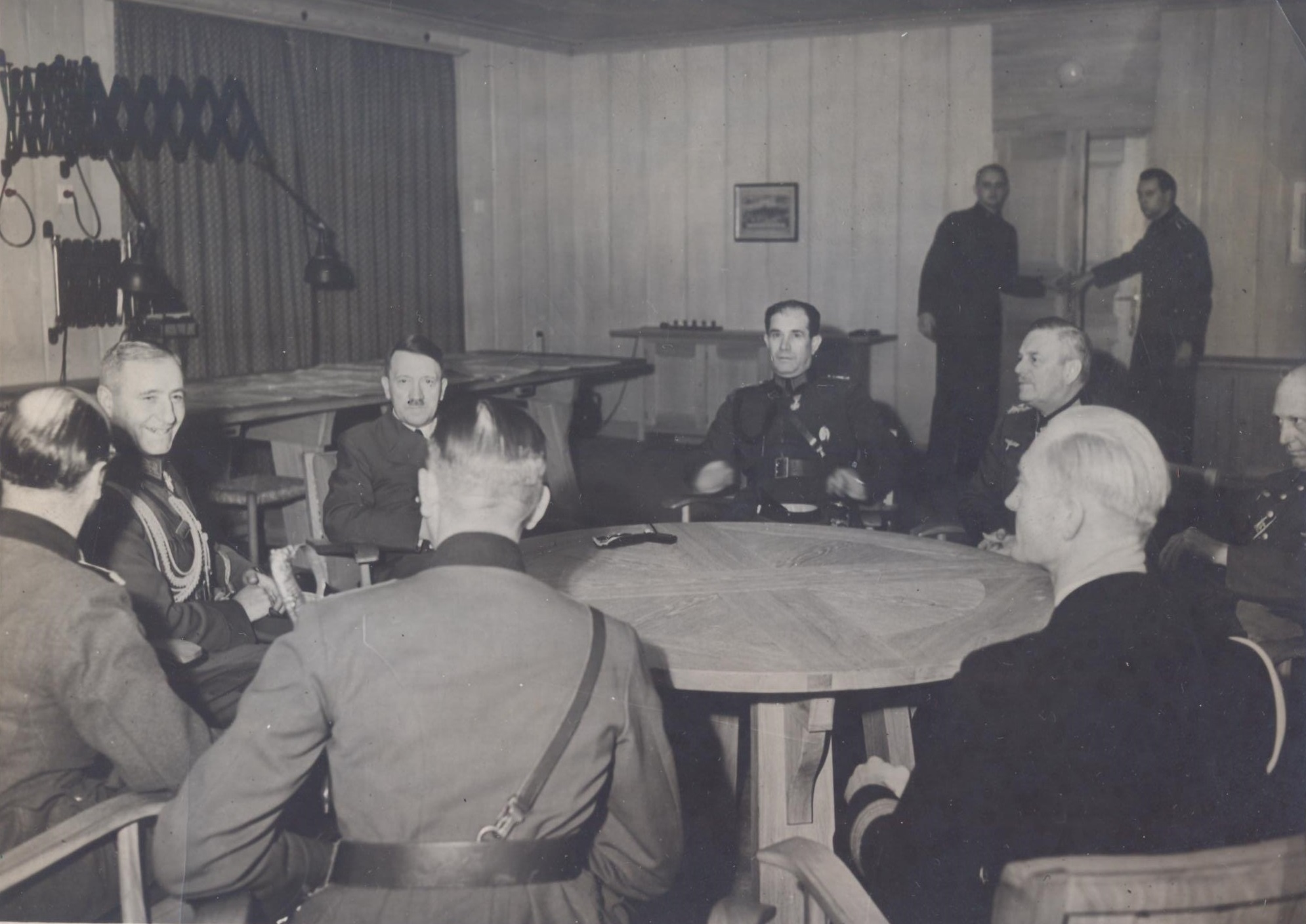
Spotkanie gen. Nikoła Michowa z Adolfem Hitlerem i Wilhelmem Keitlem w Berlinie (styczeń 1943)

28 sierpnia 1996 Sąd Najwyższy Bułgarii oczyścił Michowa ze stawianych mu zarzutów.
Autor dziennika opisującego rok pełnienia urzędu regenta (1943-1944), który został opublikowany pośmiertnie w 2004.
Był żonaty (żona Tinka z d. Cankowa), miał dwoje dzieci.

## Awanse
- podporucznik (Подпоручик) (1911)
- porucznik (Поручик) (1913)
- kapitan (Капитан) (1917)
- major (Майор) (1923)
- podpułkownik (Подполковник) (1927)
- pułkownik (Полковник) (1933)
- generał major (Генерал-майор) (1938)
- generał porucznik (Генерал-лейтенант) (1942)

## Odznaczenia
- Order za Waleczność I st. i II st.
- Order Zasługi Wojskowej II st.
- Order Świętego Aleksandra
- Krzyż Żelazny (Niemcy)